# آمالیه هیلگرتووا
آمالیه هیلگرتووا (چکی: Amálie Hilgertová؛ زادهٔ ۴ سپتامبر ۱۹۹۷) قایقران اسلالوم زن اهل جمهوری چک است.
وی در مسابقات کشوری و بین‌المللی در مجموع برندهٔ ۹ مدال طلا، ۸ مدال نقره، ۷ مدال برنز شده‌است.